# Zospeum tholussum
Zospeum tholussum es una especie de molusco gasterópodo de la familia Ellobiidae, conocido vulgarmente como caracol fantasma.
Los investigadores en Croacia únicamente hallaron un ejemplar vivo durante su expedición por el sistema de cuevas Lukina Jama, a una profundidad de 980 m encontraron el diminuto caracol en una cámara llena de rocas y arena por la que cruza un pequeño arroyo. Tomaron conchas vacías de siete caracoles para analizar. 

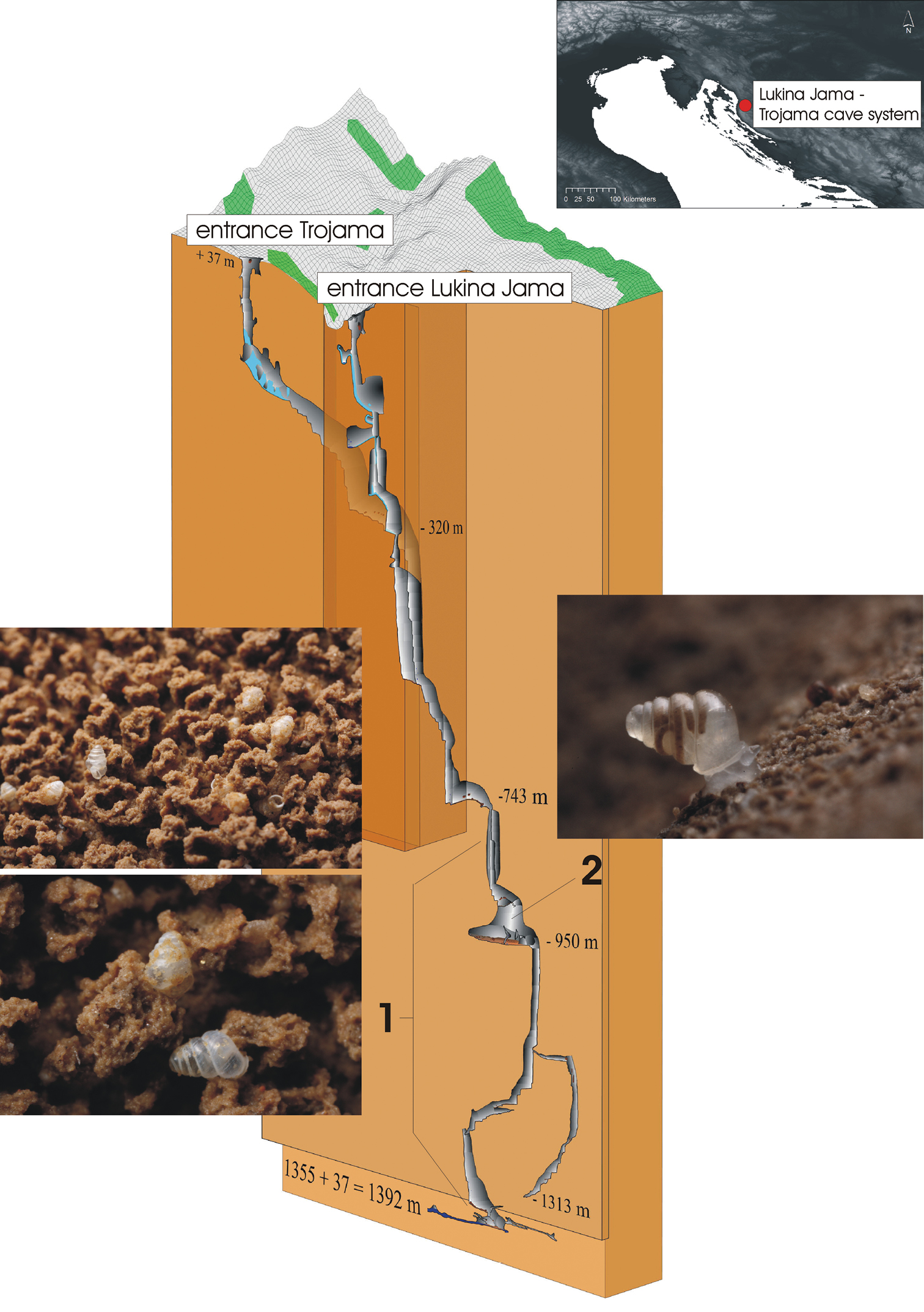
Sistema de cuevas Lukina Jama

La investigación taxonómica distinguió once morfoespecies del taxón micro gasterópodos Zospeum Bourguignat.

## Características
Mide 1 mm de ancho. Su caparazón es traslúcido y tiene forma de espiral. Se adapta a la oscuridad. Ha perdido la orientación visual. Tienen poca movilidad y se piensa que se desplazan sobre la corriente o encima de mamíferos más grandes.

## Alimentación
Se alimentan de los microorganismos de rocas, lodo y madera.[cita requerida]

## Galería

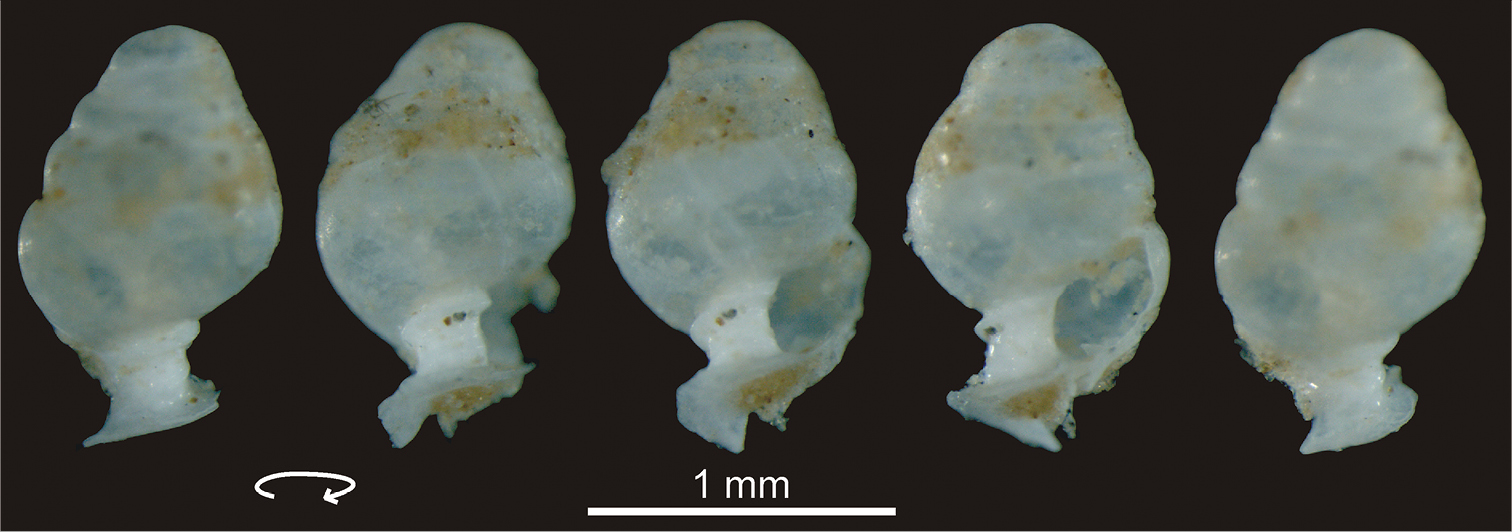
Vistas Zospeum tholussum
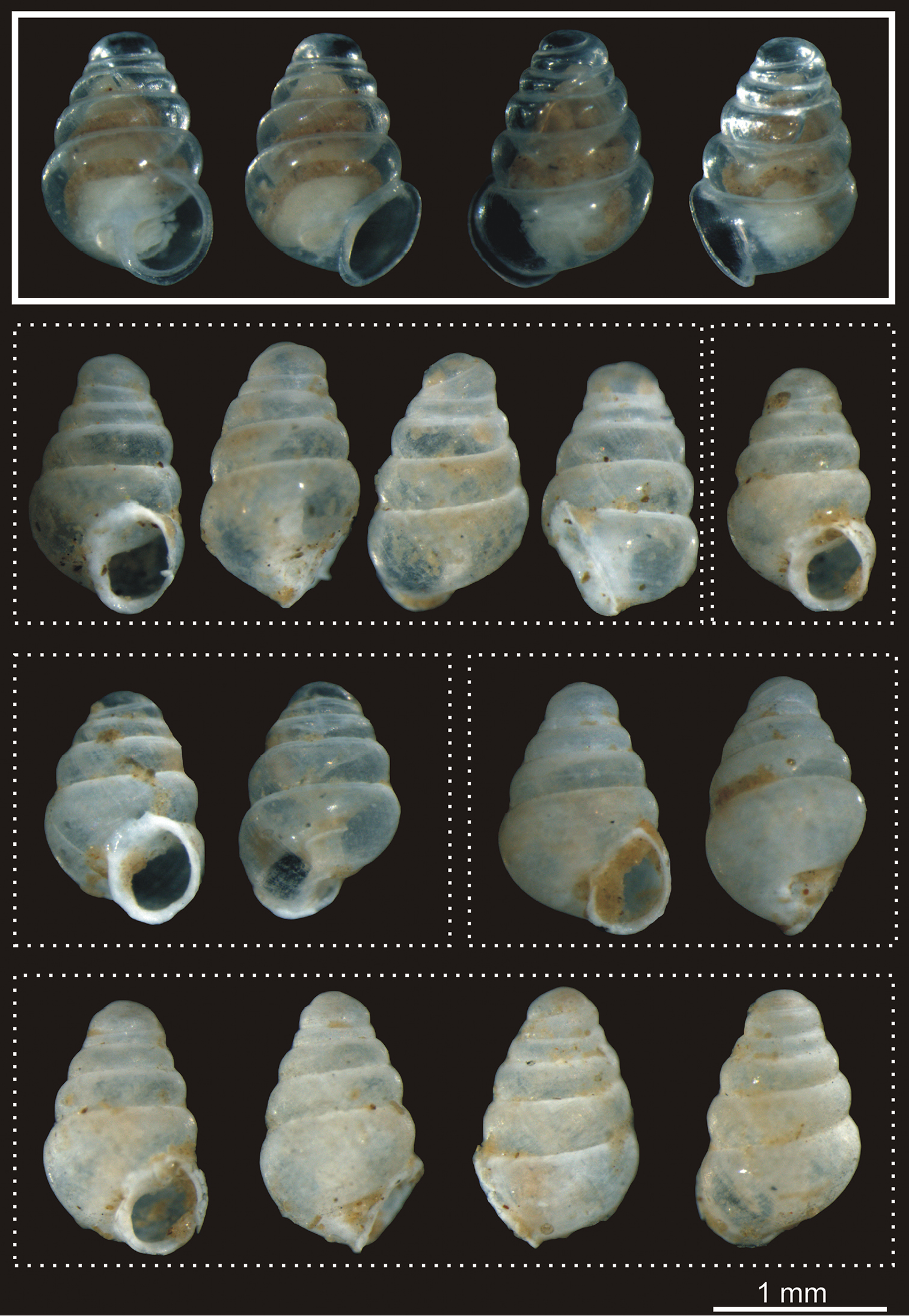
Holotipo y Paratipo
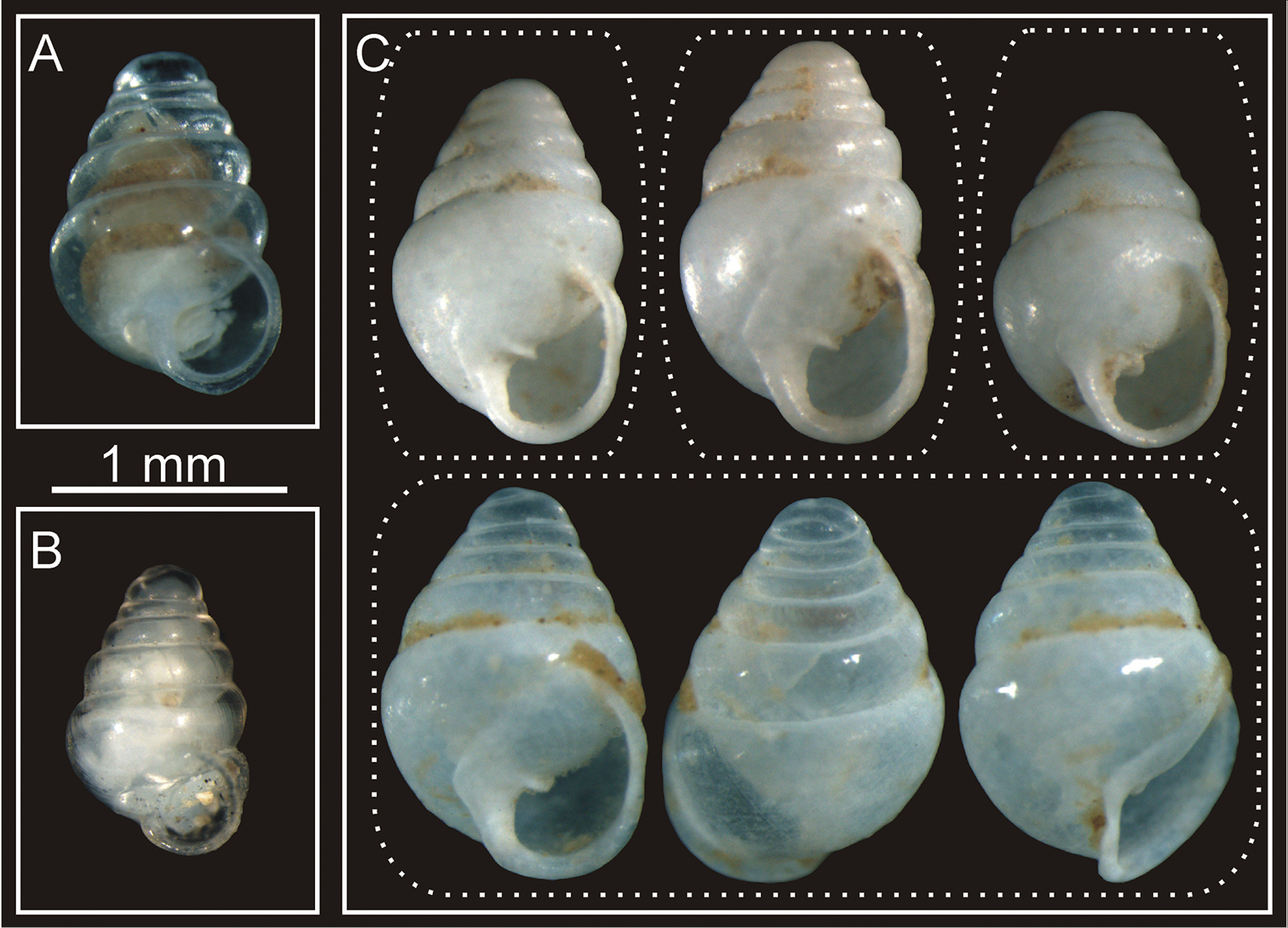
Especies Zospeum